# Le Saix
 (avril 2012).
Le Saix est une commune française située dans le département des Hautes-Alpes en région Provence-Alpes-Côte d'Azur. Ses habitants sont appelés les Saixois.
Elle fait partie du  parc régional des Baronnies provençales.

## Géographie

### Situation
Le Saix est à 35 km au sud-ouest de Gap (sa préfecture) et à 13 km au nord-est de Serres. Il est à 10 km au sud de Veynes, son chef-lieu de canton.

### Communes limitrophes
- Saint-Auban-d'Oze ~ 4 km
- Oze ~ 4 km
- Chabestan ~ 4 km
- Châteauneuf-d'Oze ~ 6 km
- Veynes ~ 7 km
- Savournon ~ 7 km
- La Bâtie-Montsaléon ~ 8 km
- Furmeyer ~ 9 km
- Esparron ~ 9 km
- Aspres-sur-Buëch ~ 10 km
- Le Bersac ~ 11 km
- Aspremont ~ 11 km
- Barcillonnette ~ 11 km
- Montmaur ~ 12 km
- Saint-Genis ~ 12 km

La commune la plus éloignée du Saix est Ouessant (944,2 km à vol d'oiseau).

### Montagnes
La commune est située dans la pointe nord-est du parc régional des Baronnies, zone forestière montagneuse. Elle est surplombée côté sud par une partie du Bochaine ou pays de Buëch : la montagne d'Aujour (le giur), avec un sommet à 1 834 m d'altitude mitoyen entre Le Saix et Esparron au sud-est, proche de la commune de Savournon au sud-ouest.

Ce massif, qui domine les vallées de la Durance et du Buëch, est au carrefour des axes Sisteron – Grenoble – Valence – Gap dans le sud du département des Hautes-Alpes, relevant du pays du Buëch. La montagne d'Aujour est le dernier sommet bien individualisé du Bochaine méridional : plus au sud la corniche tithonique ne forme plus guère que des crêts tout juste indentés, sans point culminant bien détaché. Les dalles du tithonien bien visibles depuis la vallée plongent vers la vallée de la Maraize.
Le deuxième plus haut sommet sur la commune est la montagne de La Plane, à 2,3 km au sud-est du Saix à vol d'oiseau et qui culmine à 1 576 m.
Le village est installé au sud-ouest et pied d'une hauteur nommée "la Citadelle" qui culmine à 880 m d'altitude. La Citadelle s'étend sur 500 m de long vers le nord-ouest.

### Hydrographie
La commune est traversée par la Maraise, affluent du Buëch, dans une direction générale sud-nord jusqu'au Saix pour se diriger ensuite vers l'est et vers Chabestan. La Maraise sort à environ 1 290 m d'altitude du lac de Peyssier qui se trouve sur la commune voisine Esparron mais jouxte la limite sud-est de la commune du Saix ; le lac est alimenté par le torrent de Maraize.
Sur les quelque 6 km de son parcours entre le lac du Peyssier (1 290 m d'altitude) jusqu'au Saix à 800 m d'altitude moyenne, la Maraise descend environ 500 m en altitude, avec des allures de torrent. Se tournant vers l'ouest au Saix, sa vallée nettement plus spacieuse fait s'étaler son lit mineur en larges zones caillouteuses (dépôts d'alluvions) propices au rouissage.
La Maraise reçoit de nombreux petits affluents, torrents montagneux provenant pour la plupart des flancs de sa propre vallée. * Le torrent de Barnèche conflue avec la Maraise juste en aval du hameau "le Sarret" ; il marque la limite de commune avec Chabestan sur environ 2 km, puis plus en amont avec Oze sur environ 700 m. Environ 1 800 m en amont de la confluence, se trouvent la crête de Bardèche (culminant à 977 m d'altitude) à l'est du torrent éponyme, et le massif de Bardèche (culminant à 946 m d'altitude sur la commune de Chabestan) à l'ouest du même torrent. Le torrent de Barnèche marque aussi le passage qui conduisait autrefois à Oze par le Sarret.
- Le torrent de Villauret, qui en aval de Villauret (village sur la commune de Saint-Auban-d'Oze à  l'est) devient le torrent de Suzanne, conflue immédiatement en amont du Saix. Il naît des eaux de ruissellement sur le Roc de la Lauze (1 567 m d'altitude) au sud de Saint-Auban-d'Oze.

### Généralités
C'est un village de caractère primé pour ses maisons fleuries en pierres,.
Le GR 94, ou GR de Pays « Autour du Grand Buëch », traverse le sud-est de la commune où il suit le flanc nord de la montagne d'Aujour.

### Climat
Pour des articles plus généraux, voir Climat de Provence-Alpes-Côte d'Azur et Climat des Hautes-Alpes.
En 2010, le climat de la commune est de type climat méditerranéen altéré, selon une étude du Centre national de la recherche scientifique s'appuyant sur une série de données couvrant la période 1971-2000. En 2020, Météo-France publie une typologie des climats de la France métropolitaine dans laquelle la commune est exposée à un climat de montagne ou de marges de montagne et est dans la région climatique Alpes du sud, caractérisée par une pluviométrie annuelle de 850 à 1 000 mm, minimale en été.
Pour la période 1971-2000, la température annuelle moyenne est de 9,5 °C, avec une amplitude thermique annuelle de 17,4 °C. Le cumul annuel moyen de précipitations est de 1 034 mm, avec 7,7 jours de précipitations en janvier et 5,2 jours en juillet. Pour la période 1991-2020, la température moyenne annuelle observée sur la station météorologique installée sur la commune est de 10,2 °C et le cumul annuel moyen de précipitations est de 865,4 mm. 
La température maximale relevée sur cette station est de 39,3 °C, atteinte le 23 août 2023 ; la température minimale est de −19 °C, atteinte le 7 février 2012,,.
| Mois                                  | jan.           | fév.          | mars           | avril         | mai           | juin          | jui.          | août          | sep.          | oct.          | nov.           | déc.          | année     |
| ------------------------------------- | -------------- | ------------- | -------------- | ------------- | ------------- | ------------- | ------------- | ------------- | ------------- | ------------- | -------------- | ------------- | --------- |
| Température minimale moyenne (°C)     | −5             | −4,8          | −1,7           | 2             | 5,4           | 9,2           | 11            | 10,5          | 7,4           | 3,9           | −0,6           | −4,3          | 2,8       |
| Température moyenne (°C)              | 1              | 2,2           | 5,8            | 9,7           | 13,1          | 17,6          | 20            | 19,3          | 15,5          | 11,1          | 5,6            | 1,1           | 10,2      |
| Température maximale moyenne (°C)     | 6,9            | 9,1           | 13,2           | 17,4          | 20,8          | 26            | 28,9          | 28,2          | 23,6          | 18,3          | 11,8           | 6,5           | 17,6      |
| Record de froid (°C) date du record   | −18,6 30.01.04 | −19 07.02.12  | −15,9 01.03.05 | −8,5 08.04.21 | −3,4 06.05.19 | −1,3 01.06.06 | 3,8 15.07.16  | 2,8 22.08.07  | −1,4 16.09.17 | −6,1 30.10.12 | −15,7 27.11.10 | −19 18.12.10  | −19 2012  |
| Record de chaleur (°C) date du record | 18,9 10.01.15  | 23,3 24.02.20 | 24,8 17.03.14  | 28,5 09.04.11 | 33,1 22.05.22 | 38,2 28.06.19 | 37,2 25.07.22 | 39,3 23.08.23 | 33,8 05.09.06 | 30,6 08.10.23 | 21,6 10.11.15  | 15,7 09.12.04 | 39,3 2023 |
| Précipitations (mm)                   | 62,4           | 56            | 59,6           | 73,3          | 77,2          | 54,9          | 47,9          | 53            | 57            | 115,6         | 121            | 87,5          | 865,4     |

| Diagramme climatique                                  |           |              |           |             |           |            |            |           |              |             |             |
| J                                                     | F         | M            | A         | M           | J         | J          | A          | S         | O            | N           | D           |
| 6,9−562,4                                             | 9,1−4,856 | 13,2−1,759,6 | 17,4273,3 | 20,85,477,2 | 269,254,9 | 28,91147,9 | 28,210,553 | 23,67,457 | 18,33,9115,6 | 11,8−0,6121 | 6,5−4,387,5 |
| Moyennes : • Temp. maxi et mini °C • Précipitation mm |           |              |           |             |           |            |            |           |              |             |             |

Les paramètres climatiques de la commune ont été estimés pour le milieu du siècle (2041-2070) selon différents scénarios d'émission de gaz à effet de serre à partir des nouvelles projections climatiques de référence DRIAS-2020. Ils sont consultables sur un site dédié publié par Météo-France en novembre 2022.

## Urbanisme

### Typologie
Au 1er janvier 2024, Le Saix est catégorisée commune rurale à habitat dispersé, selon la nouvelle grille communale de densité à 7 niveaux définie par l'Insee en 2022.
Elle est située hors unité urbaine. Par ailleurs la commune fait partie de l'aire d'attraction de Gap, dont elle est une commune de la couronne,. Cette aire, qui regroupe 73 communes, est catégorisée dans les aires de 50 000 à moins de 200 000 habitants,.

### Occupation des sols
L'occupation des sols de la commune, telle qu'elle ressort de la base de données européenne d’occupation biophysique des sols Corine Land Cover (CLC), est marquée par l'importance des forêts et milieux semi-naturels (86,7 % en 2018), en augmentation par rapport à 1990 (85,6 %). La répartition détaillée en 2018 est la suivante : 
forêts (47,5 %), milieux à végétation arbustive et/ou herbacée (32,5 %), zones agricoles hétérogènes (10,3 %), espaces ouverts, sans ou avec peu de végétation (6,7 %), terres arables (2,9 %), cultures permanentes (0,1 %).
L'évolution de l’occupation des sols de la commune et de ses infrastructures peut être observée sur les différentes représentations cartographiques du territoire : la carte de Cassini (XVIIIe siècle), la carte d'état-major (1820-1866) et les cartes ou photos aériennes de l'IGN pour la période actuelle (1950 à aujourd'hui).

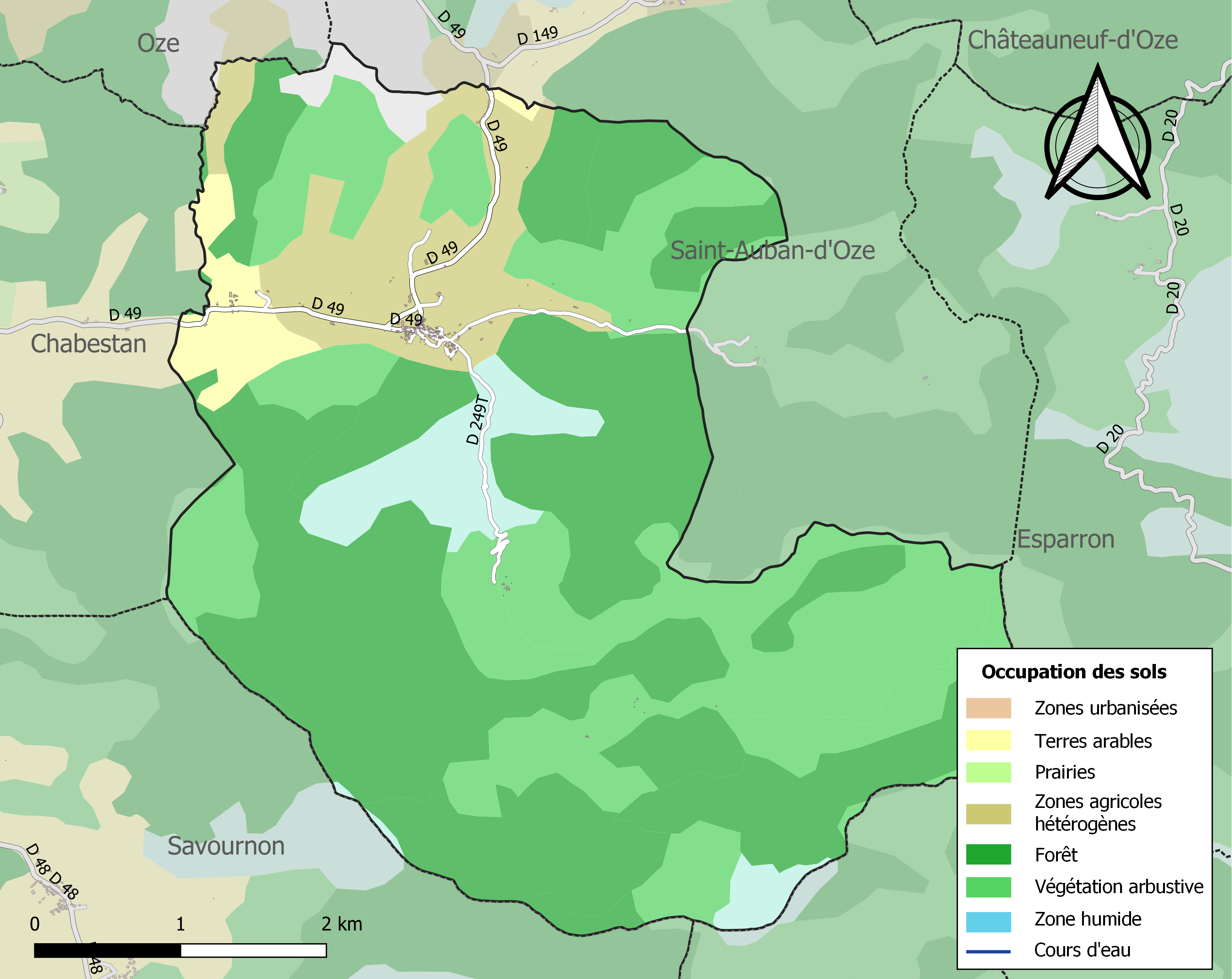
Carte de l'occupation des sols de la commune en 2018 (CLC).

## Économie
Le village a compté par le passé plusieurs cafés et épiceries, un menuisier, un boulanger, un maréchal-ferrant, deux maçons... Aujourd'hui la quasi-totalité de l'activité économique se concentre sur l'arboriculture. Les fruits de la vallée sont connus pour leur qualité : le Label Rouge a été attribué à la Golden locale depuis 1993 ; et la commune fait partie depuis 2010 de la zone couverte par l'Indication Géographique Protégée (IGP) des « pommes des Alpes de Haute-Durance » (pour les pommes Golden et Gala, cette dernière un croisement de Golden). Cette IGP couvre 1/3 des vergers de Hautes-Alpes. Les poires sont dominées par la poire Williams et la Louise Bonne (chacune pour 26 % du bassin arboricole du Nord Sisteron), suivies de la Doyenné du Comice (12 %) et la Passe-Crassane (11 %). Les fruits bénéficient d'un ensoleillement de 300 jours/an avec des nuits froides pendant la période de maturation des fruits (le froid empêche la dégradation des acides). Les vergers se sont beaucoup développés au détriment de l'élevage ovin, dont il ne reste qu'un troupeau.
Une entreprise de pépinière et travaux paysagers s'est établie peu avant l'an 2000, sur la base de l'installation d'un jeune Saixois voulant « rester au pays » ; des emplois ont ainsi permis à des jeunes de rester au village. Un autre « jeune du pays » a monté en 2011 une conserverie de produits naturels et locaux. La création du centre international du Faï dans les années 1990 a également permis des créations d'emplois, et un développement de l'activité dans le village. Actuellement, la municipalité essaie, en ayant acquis en réserve foncière un ancien hangar agricole, de développer l'installation de nouvelles activités dans la commune.
Une part importante de la population saixoise travaille dans les villes voisines (Veynes, Gap...).

## Toponymie
Le Saix (on prononce le x), est la forme francisée du toponyme occitan Lo Sais.
Le nom de la localité est attesté sous sa forme latinisé Saystium en 982 dans un parchemin retrouvé à la Bibliothèque Apostolique Vaticane ; le parchemin stipule autorisation de créer un petit ermitage consacré à Sanctus Macarius dit Saint Macaire l'Égyptien en ces lieux, cet ermitage étant spécifié sur un rocher surplombant les environs. Sais en 1247, Saissium au XIVe siècle, le Scez en 1486, le Sais en 1512.
Ce toponyme dérive du mot latin saxum signifiant « roche, rocher » ; rocher qui vit s'édifier l'ermitage puis l'ancien château de la Citadelle, détruit par les troupes protestantes de Montbrun et Lesdiguières, près duquel se développa le village.

## Histoire

### Établissements humains préhistoriques
Aux environs de 2500 ans av. J.-C., des hommes ont habité les bords de la vallée du Rivet, affluent de rive droite de la Maraize et qui conflue avec celle-ci à ~1 km en aval du Saix. Une concentration de fragments d'objets : bouts de lames, de faucilles, pointes de flèches, racloirs, mais aussi nombre d'éclats, attestent la présence de plusieurs lieux de taille et d'utilisation du silex le long de ce ruisseau. On en trouve également, plus épars, à Barnèche (ou Barnenche - pour le situer, voir plus haut section "Géographie" - "Montagnes"), sur le passage qui conduisait autrefois à Oze par le Sarret.
Appartenant à la période suivante, une hache en pierre polie a été retrouvée près des rives du Rivet, ainsi que des hachettes celtiques, de nombreux objets en bronze, dans un tumulus de l'âge de bronze abritant également des bracelets et un collier en perles d'ambre, découvert aux Essagnières.

### Époque gallo-romaine
Des tuiles plates et des vestiges de canalisations en terre, des débris de poterie, des sigillées, des pièces de monnaie datant de Gallien (emp. 253-268), de Maximin (emp. 310-313) et de Faustine[Laquelle ?] , retrouvés dans les environs du cimetière actuel, attestent la présence d'habitations durant la période romaine. Le nom « Le Saix » proviendrait du mot latin saxum signifiant rocher.
Le village prend naissance à l'époque franque sur l'emplacement actuel du cimetière : plusieurs sarcophages de pierre contenant des squelettes y ont été découverts. La première église y est construite, sous le vocable de saint Vincent[Lequel ?].

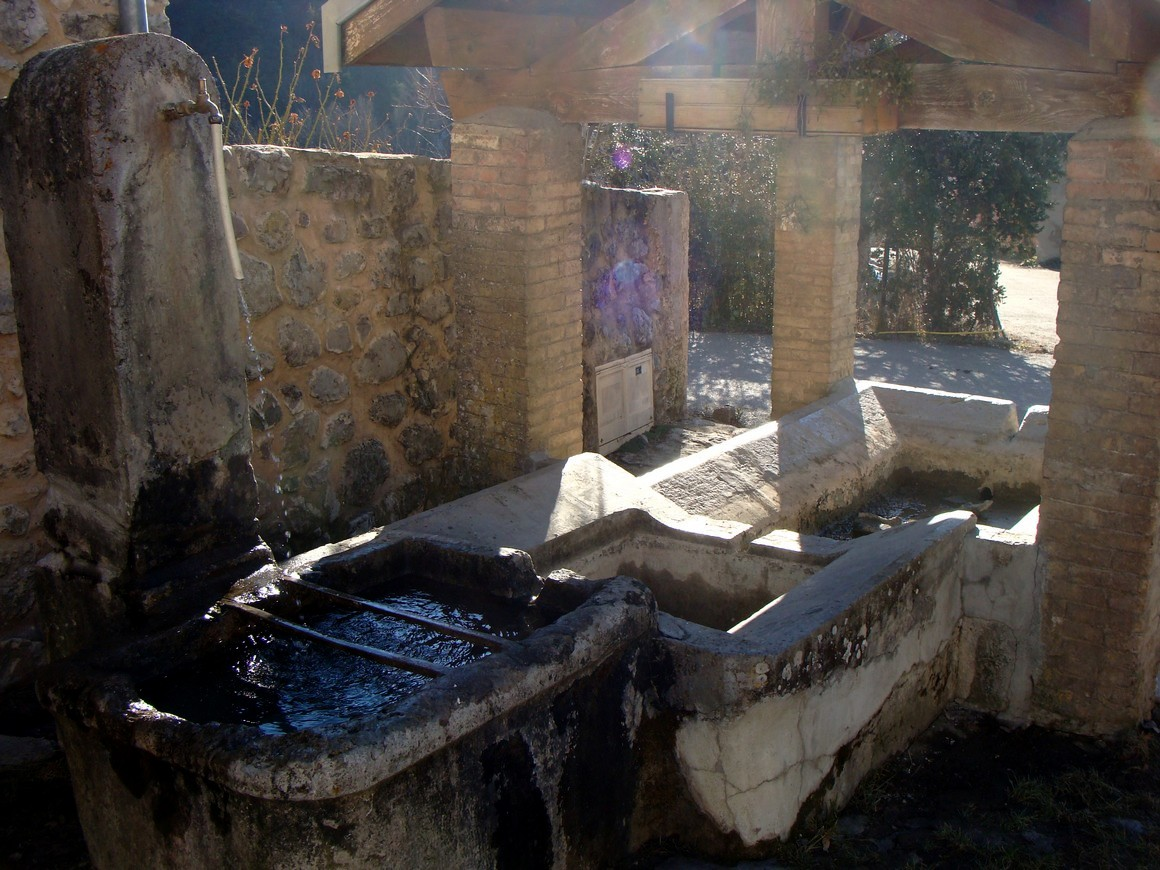
Le lavoir.

### XIIesiècle
Au XIIe siècle est érigée sur la hauteur nommée "la Citadelle" une tour carrée. C'est le premier château, donné par le "baron" Reynier de la Val d'Oze à un vassal qui en fera « l'une des seigneuries les plus importantes de la Val d'Oze ». Cet édifice est étendu au XIVe, les fortifications comprenant alors trois tours rondes supplémentaires.
À la même époque (1185), l'abbaye de Clausonne, fille de l'abbaye de Boscodon (de l'ordre de Saint Benoît et dépendant de la maison de Chalais, près de Grenoble), voit le jour. Clausonne, qui vient du latin clausus, fermé, du fait de sa situation cloîtrée entre les montagnes, se trouve au cœur d'un cirque deux kilomètres environ au-dessus du village.

### XVesiècle
Au XVe siècle, la seigneurie passe à la famille de Gruel. Le 16 aout 1424, Jean de Gruel, chevalier du Saix, est tué à la bataille de Verneuil lors de la guerre de cent ans, son fils Pierre de Gruel est président du Parlement du Dauphiné à Grenoble. La famille de Gruel conservera la seigneurie jusqu'en 1770 date à laquelle elle fut achetée par la famille de Bimard.

### XVIesiècle

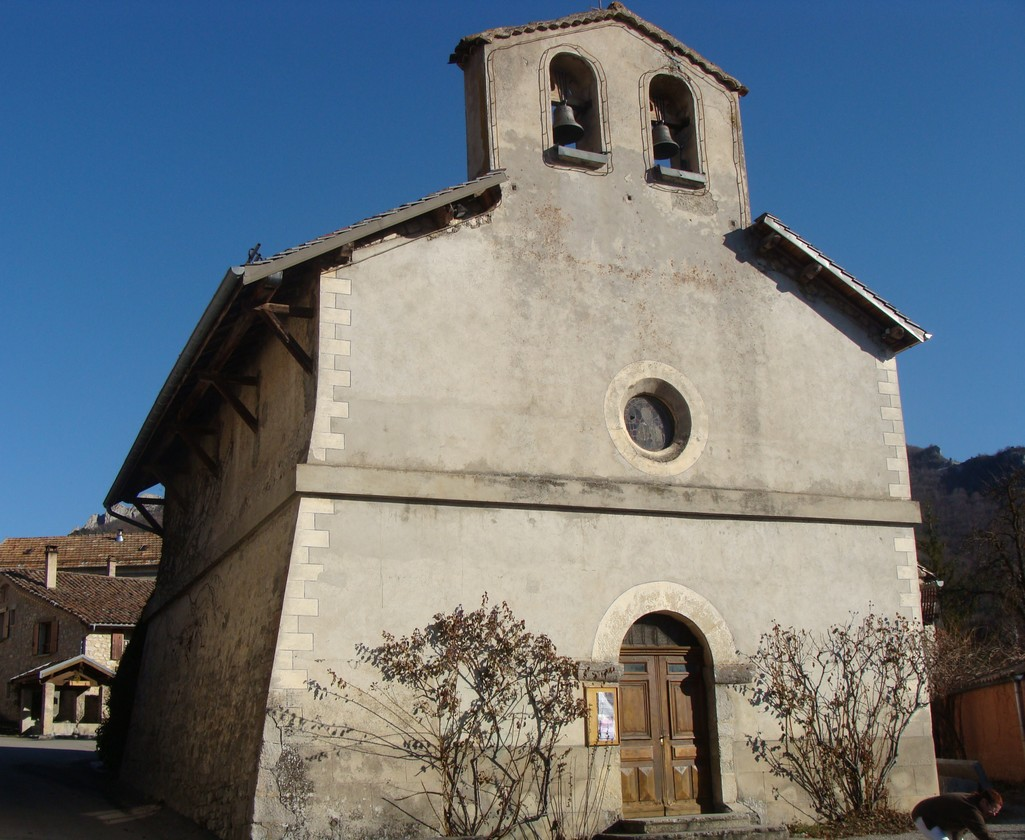
Église Saint-Vincent, XVIe siècle.

Le 8 mai 1573 le seigneur de Gruel, dirigeant l'armée catholique, est défait par les troupes protestantes de Montbrun et Lesdiguières qui détruisent le château sur la citadelle avant d'infliger le même sort à l'abbaye de Clausonne. De Gruel fait alors construire (fin XVIe) "la Seigneurie", belle bâtisse trônant au haut du village. Au début du XVIIe siècle (vers 1605), l'église actuelle est érigée, et devient l'église paroissiale en remplacement des églises Saint-Vincent (au cimetière) et Sainte-Catherine (à côté du château) disparues.

### XVIIesiècle
La veille de Noël 1682, un immense incendie détruit « la moitié des quartiers des habitants et celui du Baron dudit lieu ». Puis entre le 30 août et le 15 septembre 1692, les troupes du duc de Savoie envahissent et saccagent le village. La plupart des vieilles maisons en pierres du village datent de la reconstruction qui a suivi ces destructions. L'abbaye, à la suite de la visite de l'évêque en 1712, voit son chœur reconstruit pour servir d'église paroissiale à Clausonne, tandis que la nef est reconvertie en ferme. Son prestige perdure, puisqu'une procession y est organisée chaque année jusqu'à la Révolution.
Les premières références à la scolarisation des enfants du Saix datent de 1704.
C'est au XIXe siècle que la population du village a été la plus importante, approchant les 400 habitants en 1831 (sans inclure Clausonne). On compte alors de nombreux métiers au village : tisserand, cabaretiers, maréchal-ferrant, sage-femme, "tailleuses", meuniers, scieurs de long, maçons, cordonnier, "voituriers"... et bien sûr agriculteurs : propriétaires, mais aussi "domestiques", ou pire "journaliers". Enfin sont relevés quelques "mendiants". À la fin du siècle, chaque année des Italiens viennent s'installer quelques semaines comme charbonniers dans les forêts de la commune. Et les jeunes femmes du villages accueillent alors de nombreux enfants placés en nourrice (59 entre 1880 et 1892) depuis Marseille, Paris, La Ciotat, Hyères, Gap, Veynes, ou du Sud des Hautes-Alpes.

### XIXe–XXesiècles
Au cours du XIXe siècle, les digues sont construites le long des rives du Poutellier et de la Maraize (entre 1837 et 1858). Le torrent de Suzanne sera endigué en 1889. Parallèlement dix canaux d'arrosages sont creusés dans la première moitié du XIXe siècle, gérés par les syndicats des agriculteurs riverains, permettant l'irrigation de près de 43 hectares. Certains de ces ouvrages perpétueront leur office jusqu'en 1973, date de la création du réseau d'aspersion à partir de la retenue artificielle de Peyssier. Des foires agricoles sont organisées chaque année dans le village, de 1843 à 1908, les 5 mai et 17 septembre.
La commune de Clausonne, comptant de moins en moins d'habitants et peinant à se subvenir à elle-même, est rattachée à la commune du Saix en 1888 par décision du préfet et du Conseil général.
Les travaux communaux se multiplient dans la deuxième moitié du XIXe siècle, et au début du XXe : 
- "égouts des fontaines" en 1860,
- pont sur Poutellier au bas du village en 1862,
- tracé de la route actuelle et pont sur le Rivet avant le Sarret en 1867,
- ouverture de la route vers Clausonne dans les gorges du Gouravour de 1870 à 1878,
- pont sur Poutellier au nord du village, et ouverture de la route de la Bachassette en 1876-1877,
- construction de l'école de 1900 à 1902, qui était destinée aux filles mais que la jalousie de l'instituteur a finalement fait attribuer à la classe des garçons,
- arrivée du téléphone en 1923,
- création du réseau d'adduction d'eau potable de 1925 à 1929,
- arrivée de l'électricité en 1936,
- apparition du premier tracteur en 1948...

Seconde Guerre mondiale [réf. nécessaire]
La Seconde Guerre mondiale ne touche que peu le village jusqu'en 1943, quand les Allemands franchissent la ligne de démarcation pour occuper l'ensemble de la France. Alors s'organisent des maquisards fuyant devant l'occupant, organisant plus ou moins activement la résistance à l'invasion. À Clausonne, mais aussi à Barnenche, s'abritent dans les bois, vivent sous des rochers des hommes venus d'Angers ou d'ailleurs, des gens des environs aussi, qui se cachent de l'occupant, et refusent le service du travail obligatoire (STO) en Allemagne. Ces résistants dissimulent des armes, et des gens du village les ravitaillent.
C'est le commandant Mauduit qui est chargé d'organiser les réseaux de la région. Il demeure la plupart du temps à Montmaur, où il côtoie François Mitterrand.

Le commandant Mauduit vient fréquemment au Saix. Monsieur Denizot, son secrétaire, prisonnier évadé d'Allemagne, s'installe au village et fabrique et fournit les faux papiers.
Le soir du 24 décembre 1943, la petite église du Saix est comble. L'abbé Chalmey dit la messe de minuit. On le sait en liaison avec les résistants. Ce soir-là les gens du village sont tendus, l'anxiété est palpable : tout au fond de l'église les maquisards sont là, debout, qui entonnent avec ferveur les cantiques. Mauduit est présent, lui aussi, en tenue de résistant. Des œillades inquiètes se glissent régulièrement vers ces "hommes de l'ombre", et chacun prie : pourvu que les Allemands ne débarquent pas par surprise, et profitent de la téméraire exposition des maquisards...
Le 29 janvier 1944, certainement à la suite d'une dénonciation, les Allemands font une "rafle" au Saix. Tous les hommes sont emmenés dans l'école, et le commandant Mauduit, qui a passé la nuit chez l'abbé Chalmey, est pris aux Essagnières, alors qu'il tente de s'échapper à bicyclette. Tandis que les maquisards parviennent à s'enfuir, les habitants de Clausonne sont, eux aussi, amenés dans la cour de l'école et interrogés tout le jour.
À midi, des enfants du village sont autorisés à apporter quelque nourriture aux détenus de l'école. Émile Bermond, qui se terre dans sa maison au Sarret depuis l'aube, en profite pour s'enfuir vers Barnenche, en traversant la maison des Pelloux. Il passe tout l'hiver sur un lit de branchages, sous un chêne, dans une "rase".
À Clausonne, Fernand Pelloux, frappé, menacé, puis amadoué, avoue finalement où il a caché son fusil. Le soir, la plupart des hommes sont relâchés, mais quelques-uns sont emmenés à Gap. Mauduit, l'abbé Chalmey et Fernand Pelloux sont tous trois déportés dans les camps d'extermination allemands. Fernand Pelloux y meurt dans des conditions atroces. Le commandant Mauduit succombe pendant son retour en France, à la Libération. Quant à l'abbé Chalmey, il revient au Saix en mai 1945. Il a été libéré trois jours seulement avant son passage programmé en chambre à gaz. Décharné, marqué à vie, il garde jusqu'à la fin de ses jours les traces visibles de l'enfer de sa déportation. Le jour de son retour, les Saixois l'attendent sur la place du village. À sa descente de voiture, avant même d'aller embrasser sa mère, il se rend par le quartier du "canton" sur la Citadelle pour adresser une prière de remerciement à la Vierge, persuadé qu'un miracle a permis sa libération à temps. Tous les villageois l'accompagnent au pied de la statue hissée en 1943 sur un traîneau tiré par des mulets, don d'un réfugié de Lorraine accueilli au Saix au début de la guerre.

## Politique et administration
| Période                                  | Période   | Identité        | Étiquette        | Qualité                                   |
| ---------------------------------------- | --------- | --------------- | ---------------- | ----------------------------------------- |
| Les données manquantes sont à compléter. |           |                 |                  |                                           |
| 1945                                     | 1946      | Louis Faure     | nommé par le CNR |                                           |
| 1946                                     | 1983      | Henri Disdier   | SFIO-PS          |                                           |
| 1983                                     | 1989      | René Faure      | DVG              |                                           |
| 1989                                     | 1995      | André Gay       |                  |                                           |
| mars 1995                                | mars 2008 | Henri Delaye    |                  |                                           |
| mars 2008                                | En cours  | Olivier Regord  |                  |                                           |
| mars 2014                                | mai 2020  | Pierre Schiazza |                  | Enseignant du 1er degré                   |
| mai 2020                                 | En cours  | Olivier Regord, |                  | Chef d'entreprise de dix salariés ou plus |

## Démographie
L'évolution du nombre d'habitants est connue à travers les recensements de la population effectués dans la commune depuis 1793. Pour les communes de moins de 10 000 habitants, une enquête de recensement portant sur toute la population est réalisée tous les cinq ans, les populations de référence des années intermédiaires étant quant à elles estimées par interpolation ou extrapolation. Pour la commune, le premier recensement exhaustif entrant dans le cadre du nouveau dispositif a été réalisé en 2004.

En 2022, la commune comptait 132 habitants, en évolution de +29,41 % par rapport à 2016 (Hautes-Alpes : +0,4 %, France hors Mayotte : +2,11 %).
| 1793 | 1800 | 1806 | 1821 | 1831 | 1836 | 1841 | 1846 | 1851 |
| ---- | ---- | ---- | ---- | ---- | ---- | ---- | ---- | ---- |
| 348  | 339  | 348  | 340  | 387  | 334  | 344  | 364  | 295  |

| 1856 | 1861 | 1866 | 1872 | 1876 | 1881 | 1886 | 1891 | 1896 |
| ---- | ---- | ---- | ---- | ---- | ---- | ---- | ---- | ---- |
| 302  | 328  | 309  | 274  | 294  | 309  | 316  | 363  | 335  |

| 1901 | 1906 | 1911 | 1921 | 1926 | 1931 | 1936 | 1946 | 1954 |
| ---- | ---- | ---- | ---- | ---- | ---- | ---- | ---- | ---- |
| 299  | 264  | 254  | 193  | 201  | 191  | 181  | 168  | 138  |

| 1962 | 1968 | 1975 | 1982 | 1990 | 1999 | 2004 | 2006 | 2009 |
| ---- | ---- | ---- | ---- | ---- | ---- | ---- | ---- | ---- |
| 108  | 90   | 81   | 77   | 64   | 79   | 83   | 81   | 98   |

| 2014 | 2019 | 2022 | - | - | - | - | - | - |
| ---- | ---- | ---- | - | - | - | - | - | - |
| 104  | 117  | 132  | - | - | - | - | - | - |

## Culture locale et patrimoine

### Lieux et monuments
L'église Saint-Vincent contient un vitrail figurant saint Charles de Foucauld.
L'ancien château de la Citadelle
Il ne reste plus grand chose du donjon (XIe ou  XIIe siècle) ni de l'ensemble quadrangulaire qui se dressait encore au XVIe siècle au sommet de la Citadelle, colline sur laquelle s'appuie aujourd'hui le village. La base de deux tours rondes, un pan de rempart, l'élévation des vestiges du donjon carré sont les pauvres restes de cet édifice qui fut sans doute parmi les plus importants de la Val d'Oze, avant d'être détruit lors des guerres de Religion.
Les pierres du château écroulé ont servi à construire les maisons actuelles du village. En se promenant, on remarque dans les murs des pierres taillées, qui ont été réemployées sans style.
La très belle demeure de "la Seigneurie", qui fut la résidence nobiliaire après la destruction du château, montre une très belle façade, avec un linteau en accolade remarquable.
La Haute Vallée de Maraize
La Haute Vallée de Maraize, site de 2 000 hectares, a été classé "Espace Naturel Sensible" par le Conseil Général des Hautes-Alpes en 1987 du fait de la somptuosité de ses paysages et pour ses qualités géologiques et floristiques en particulier. L'accès par le chemin départemental 249T, difficile, permet de conserver à cette zone un caractère préservé. 
De par sa formation géologique grandiose, le site s’ouvre depuis les gorges du Gouravour sur les falaises du Faï, s’élevant par les cascades du torrent de Maraize et ses vasques pour rejoindre le plateau et le lac de Peyssier.
Le climat, d’influence fortement méditerranéenne dans un massif alpin de moyenne altitude (800 – 1 800 m) très accidenté, favorise le développement d’une flore et d’une faune d’une très grande diversité grâce aux nombre des différents biotopes existants.
La configuration abrupte et encaissée de l’accès au site a permis sa préservation.
L’inventaire du ZNIEFF met au jour la présence d’espèces floristiques de qualité.
Une étude a révélé l’existence de « la benoîte à fruits » (Geum heterocarpum), espèce menacée dont la seule station française est sur ce site, ainsi qu’une grande richesse faunistique.
Sa désignation en ZSC au réseau Natura 2000 doit être examinée sous peu.
Cet espace offre des attraits divers sur le plan touristique, que l'on rencontre au cours d'une randonnée à la montée du torrent de Maraize :
Les gorges du Gouravour, à l'entrée de l’Espace Naturel Sensible, peu après la sortie du village du Saix. Les gorges sont impressionnantes par leur étroitesse et leur hauteur ; elles offrent un panorama géologique assez unique, et les couples d'aigles et les chamois, bien visibles depuis le chemin départemental, accompagnent les visiteurs lors de la montée.
En haut des gorges, le centre d'accueil international du Faï est au centre d'un cirque fermé. Cette structure participe activement à la vie économique et sociale de la vallée du Buëch, par ses chantiers de jeunes internationaux, ses activités culturelles, ses soirées à thème, la rencontre internationale, ses actions d'insertion... Vont y être développées un espace « éco-découverte » permettant d'appréhender ce qu'a pu être la vie autarcique d'une petite exploitation de montagne aux siècles passés, et des sentiers d'interprétation pédagogique de la géologie et de la flore du lieu. Ce centre marie ainsi culture et nature dans une approche globale. Il a en outre créé un site musical expérimental unique au monde : d'énormes "trompes" (enceintes acoustiques directionnelles) ont été construites par des jeunes venus du monde entier, et diffusent de la musique (créée en direct, ou en lecture CD) sur les falaises paraboliques qui répercutent par un effet de cathédrale les mélodies.
Passé le domaine du Faï, le randonneur débouche dans le cirque de Clausonne, ancienne commune maintenant abandonnée, et abritant les vestiges de l'abbaye de Clausonne (Chalaisienne, XIIe siècle). Aujourd'hui ces ruines sont en cours de restauration.
Terminant son ascension, le CD 249T s’ouvre par un tunnel de hêtres sur le lac de Peyssier, important et sauvage à la fois. Tout autour, les pâturages dominent la vallée de la Durance et offrent un point de vue vers Sisteron.
Enfin, les sentiers qui montent au sommet du Mont Aujour (1 834 m) traversent des sites avec des bosquets de sapins au milieu d'éboulis et de barres rocheuses. Le point de vue depuis la cime permet d'appréhender la géographie du Mont blanc jusqu'au Ventoux et la Provence, dans un environnement floristique à la fois alpin et méditerranéen.

### Personnalités liées à la commune
- François Mitterrand, qui y vint visiter la Résistance pendant la Seconde Guerre mondiale.

### Héraldique
| Blason de Saix (Le) | Blason  | Parti : au 1er coupé, au I de sinople à une crosse abbatiale d'or, au II d'or à un dauphin hauriant d'azur, barbé, crêté, oreillé, peautré et lorré de gueules, la queue contournée, au 2e de gueules à une grue d'argent, becquée d'or et tenant sa vigilance d'argent. |
| Blason de Saix (Le) | Détails | Le statut officiel du blason reste à déterminer. |